# Luc Wolff
|  | Dieser Artikel wurde auf der Qualitätssicherungsseite des Projekts Bildende Kunst eingetragen. Die Mitarbeiter der QS-Bildende Kunst arbeiten daran, die Qualität der Artikel aus dem Themengebiet Kunst auf ein besseres Niveau zu bringen. Bitte hilf mit, die Mängel dieses Artikels zu beheben und beteilige Dich an der Diskussion. |

Luc Wolff (* 17. April 1954 in Luxemburg-Stadt) ist ein Luxemburger Künstler. Er lebt und arbeitet in Berlin und Luxemburg.

## Leben
Luc Wolff absolvierte zunächst eine Ausbildung zum Landschaftsgärtner im elterlichen Betrieb in Luxemburg. Anschließend studierte er von 1984 bis 1988 in Berlin Landschaftsarchitektur (Technische Fachhochschule Berlin, Landschaftspflege) und war parallel dazu Gasthörer an der Hochschule der Künste Berlin. Seit 1988 ist er als freischaffender Künstler tätig. Er war unter anderem Stipendiat der Cité International des Arts Paris und der Stiftung Kunstfonds in Bonn.
2002 wurde Wolff Vertretungsprofessor an der Burg Giebichenstein Kunsthochschule Halle, 2004 Vertretungsprofessor an der Hochschule Niederrhein in Krefeld. Es folgten Gastprofessuren, Lehraufträge und Dozenturen an verschiedenen Institutionen.

## Werk
Wolffs Werk umfasst ortsbezogene, meist temporäre Interventionen im öffentlichen Raum, Architektur bezogene Arbeiten und Malerei. International bekannt wird Wolff durch seine Arbeit Magazzino auf der Biennale in Venedig 1997 als offizieller Vertreter Luxemburgs.

## Ausstellungen

### Einzelausstellungen & Interventionen im Raum (Auswahl)
- 1993: Plans Complexes. Galerie de Luxembourg (Jean Aulner)
- 1994: Aus der Sicht. Haus am Lützowplatz Berlin
- 1994: Arbeiten am Raum. Galerie Christof Weber Berlin, mit Johannes Oberthür & Barbara Steppe
- 1995: Offene Wände. Galerie de Luxembourg (Jean Aulner)
- 1997: Parkhaus. Galerie im Parkhaus Berlin-Treptow
- 1997: An Stelle. Galerie Erna Hécey Luxembourg
- 1998: Park. Galerie Erna Hécey Luxembourg
- 1998: Aula. Aula Carolina Aachen, mit Johannes Oberthür
- 1998: Gardener's Project. Otso Galerii & Stadtraum Helsinki
- 1998: Biotop. Martin-Luther-Universität Halle/Saale (Innenhof-Anlage)
- 2001: Place au Vide. Galerie Erna Hécey & Place d’Armes Luxembourg
- 2001: Null Set. Württembergischer Kunstverein Stuttgart
- 2003: Marktplatz. Staatliche Galerie Moritzburg Halle/Saale (Öffentl. Raum)
- 2005: Raum für Freiraum. Museum im Stadthaus Berlin-Lichtenberg
- 2006: Tuchollaplatz. Museum im Stadthaus Berlin-Lichtenberg (Öffentl. Raum)
- 2008: Campus. Vorschul-Campus Luxemburg-Hamm (Turm-Bau, Gartenanlage)
- 2009: Malerei. Art Center Altera Sofia, (Buchillustration Jean Portante)
- 2013: Malerei. Galerie Artstreet Luxemburg-Kehlen
- 2015: Malerei. Galerie Brusberg Wunderkammer Berlin
- 2017: Surrounding. Kunstverein Lüneburg, mit Andreas von Ow
- 2018: Galerie Mediart Luxembourg
- 2024: Papiers Peints / Wallpapers. Maison du Luxembourg Berlin[2]
- 2024: Musterschau / Galerie Kontor Berlin
- 2025: Double Mise en Évidence / KGM Berlin

### Gruppenausstellungen
- 1993: Berliner Positionen. Tutesall Luxembourg
- 1993: Out of Space. Bunker am Anhalter Bahnhof Berlin
- 1995: Oikos & Eigenbau. Littenstrasse Berlin (Öffentl. Raum)
- 1997: Magazzino. Biennale di Venezia, Le Zitelle Giudecca
- 1999: concrete/planwerk stadt. KMZ Adlershof Berlin
- 1999: transPLANT / Künstlergärten. Villa Haar Weimar (Öffentl. Raum)
- 2000: Jardins Urbains. Cimetière du Bois-de-Vaux Lausanne, mit René Witry
- 2003: SuperUmbau. Stadtraum Hoyerswerda
- 2012: Atelier Luxembourg. MUDAM Luxembourg.
- 2016: Statement & Dialogue I. Klosterruine Berlin
- 2018: Art Non-Figuratif. Musée Villa Vauban Luxembourg

### Veröffentlichungen
- »Magazzino« und »Exposure«, Katalog in 2 Bänden ed. Minister for Culture Luxemburg in cooparation with the Fonds Culturel National on the occasion of the XLVII International Venice Biennale of the Visual Arts ISBN 2-87984-007-4